# Бальзан Ростислав Михайлович
Ростислав Михайлович Бальзан — старший лейтенант Збройних сил України, учасник російсько-української війни, що загинув у ході російського вторгнення в Україну в 2022 році.

## Життєпис
Народився Ростислав Бальзан 7 червня 1999 року в місті Новий Розділ Миколаївського району Львівської області. З 2014 року був активним учасником Пласту. Він вихованець 53-го куреня пластунів юнаків ім. Євгена Коновальця у гуртку «Морські котики». Закінчив Новороздільську ЗОШ № 3. Далі продовжив навчання у Національній академії сухопутиних військ імені гетьмана Петра Сагайдачного.
Після завершення навчання у військовому ЗВО одержав звання старшого лейтенанта ЗСУ. Служив командиром взводу танкової бригади.
Під час російсько-української війни воював у складі 17 окремої танкової Криворізької бригади імені Костянтина Пестушка. Обіймав посаду командира взводу танкової бригади.
Загинув у боях 27 березня 2022 року.

## Нагороди
- орден За мужність III ступеня (2022, посмертно) — за особисту мужність і самовіддані дії, виявлені у захисті державного суверенітету та територіальної цілісності України, вірність військовій присязі[4].